# 오쿠에 히데유키
오쿠에 히데유키(일본어: 奥江 英幸, 1950년 8월 11일 ~ )는 일본의 전 프로 야구 선수이다. 오카야마현 오카야마시 출신이며 현역 시절 포지션은 투수였다.

## 인물
오카야마히가시 상업고등학교 시절에는 에이스이자 4번 타자로서 활약하여 1968년에 열린 전국 고등학교 야구 선수권 오카야마 대회에서 결승에 진출했지만 구라시키 공업고등학교에게 패했다. 졸업 후 닛폰 석유에 입사하여 야구부에 소속됐고 1970년과 1971년 도시 대항 야구 대회에서 모두 준준결승에 진출했다. 1971년 11월에 프로 야구 드래프트 2순위로 다이요 웨일스에 입단했다. 참고로 오카야마히가시 상업고등학교 시절부터 다이요까지 소속될 당시 모두 히라마쓰 마사지의 후배에 해당된다.
다이요에서는 선발 로테이션의 일원으로 활약하며 프로 3년째인 1974년에 시즌 6승을 올렸다. 2년 뒤인 1976년에는 11승을 기록했고 그 해에 올스타전 출전 선수로도 발탁됐다. 그 후 1977년 연말에 와타나베 히데타케와 함께 다나카 요시오와의 맞트레이드로 롯데 오리온스로 이적했다. 롯데에서는 선발 투수로서의 활약을 계속 이어나갔는데 1979년에 9승, 이듬해 1980년에는 개인 최다인 13승을 기록했다. 하지만 이후에는 성적이 부진하여 0승 2패에 그쳤던 1982년을 끝으로 현역에서 은퇴했다.
은퇴 후에는 가발 제조회사에 입사하여 근무하기도 했지만 최근에는 친정팀인 요코하마에서 야구 교실 등의 이벤트에 자주 등장하고 있다.

## 선수로서의 특징
오른팔을 뻗는 스리쿼터부터 속구, 몸쪽을 스쳐가는 날카로운 슈토, 타이밍을 맞추기 어려운 커브, 결정구는 슬라이더였다.

## 상세 정보

### 출신 학교
- 오카야마 현립 오카야마히가시 상업고등학교

### 선수 경력
- 닛폰 석유
- 다이요 웨일스(1972년 ~ 1977년)
- 롯데 오리온스(1978년 ~ 1982년)

### 개인 기록

#### 첫 기록
- 첫 등판 : 1973년 7월 27일, 대 한신 타이거스 13차전(가와사키 구장), 7회초에 3번째 투수로서 구원 등판, 1이닝 2실점
- 첫 탈삼진 : 상동, 7회초에 도이 고로로부터
- 첫 승리 : 1974년 5월 12일, 대 히로시마 도요 카프 6차전(히로시마 시민 구장), 8회말에 2번째 투수로서 구원 등판·마무리, 2이닝 무실점
- 첫 선발 : 1974년 5월 12일, 대 히로시마 도요 카프 7차전(히로시마 시민 구장), 2와 1/3이닝 3실점에서 패전 투수
- 첫 세이브 : 1975년 6월 18일, 대 요미우리 자이언츠 9차전(가와사키 구장), 8회초 1사에 3번째 투수로서 구원 등판·마무리, 1과 2/3이닝 무실점
- 첫 완투 승리 : 1976년 4월 14일, 대 야쿠르트 스왈로스 1차전(메이지 진구 야구장), 5이닝 1실점(우천 콜드 게임)
- 첫 완봉 승리 : 1976년 5월 20일, 대 주니치 드래건스 7차전(나고야 구장)

#### 기타
- 올스타전 출장 : 1회(1976년)

### 등번호
- 45(1972년 ~ 1977년)
- 14(1978년 ~ 1982년)

### 연도별 투수 성적
| 연 도       | 소 속       | 등 판 | 선 발 | 완 투 | 완 봉 | 무 4 구 | 승 리 | 패 전 | 세 이 브 | 홀 드 | 승 률 | 타 자 | 이 닝 | 피 안 타 | 피 홈 런 | 볼 넷 | 고 4 | 몸 맞 | 탈 삼 진 | 폭 투 | 보 크 | 실 점 | 자 책 점 | 평 자 책 | W H I P |
| ----------- | ----------- | ----- | ----- | ----- | ----- | ------- | ----- | ----- | -------- | ----- | ----- | ----- | ----- | -------- | -------- | ----- | ---- | ----- | -------- | ----- | ----- | ----- | -------- | -------- | ------- |
| 1973년      | 다이요      | 1     | 0     | 0     | 0     | 0       | 0     | 0     | --       | --    | ----  | 5     | 1.0   | 3        | 2        | 0     | 0    | 0     | 1        | 0     | 0     | 2     | 2        | 18.00    | 3.00    |
| 1974년      | 다이요      | 51    | 2     | 0     | 0     | 0       | 6     | 5     | 0        | --    | .545  | 433   | 100.2 | 89       | 9        | 46    | 1    | 6     | 38       | 2     | 1     | 46    | 36       | 3.21     | 1.34    |
| 1975년      | 다이요      | 41    | 2     | 0     | 0     | 0       | 5     | 3     | 3        | --    | .625  | 368   | 84.0  | 81       | 13       | 43    | 1    | 8     | 47       | 0     | 0     | 47    | 45       | 4.82     | 1.48    |
| 1976년      | 다이요      | 52    | 30    | 10    | 2     | 2       | 11    | 17    | 3        | --    | .393  | 952   | 220.1 | 225      | 26       | 87    | 8    | 12    | 121      | 1     | 0     | 111   | 100      | 4.09     | 1.42    |
| 1977년      | 다이요      | 39    | 8     | 1     | 1     | 0       | 6     | 9     | 4        | --    | .400  | 394   | 86.0  | 96       | 14       | 48    | 5    | 5     | 50       | 1     | 1     | 48    | 47       | 4.92     | 1.67    |
| 1978년      | 롯데        | 20    | 13    | 0     | 0     | 0       | 1     | 9     | 0        | --    | .100  | 370   | 82.2  | 86       | 5        | 38    | 0    | 7     | 48       | 0     | 0     | 53    | 41       | 4.45     | 1.50    |
| 1979년      | 롯데        | 27    | 16    | 6     | 1     | 0       | 9     | 4     | 1        | --    | .692  | 602   | 133.2 | 138      | 11       | 74    | 2    | 9     | 82       | 2     | 0     | 75    | 73       | 4.90     | 1.59    |
| 1980년      | 롯데        | 28    | 24    | 8     | 0     | 0       | 13    | 8     | 1        | --    | .619  | 767   | 170.1 | 170      | 26       | 102   | 3    | 7     | 85       | 4     | 0     | 107   | 98       | 5.19     | 1.60    |
| 1981년      | 롯데        | 19    | 16    | 0     | 0     | 0       | 2     | 5     | 1        | --    | .286  | 395   | 89.0  | 87       | 6        | 49    | 1    | 6     | 25       | 1     | 1     | 48    | 42       | 4.25     | 1.53    |
| 1982년      | 롯데        | 5     | 3     | 0     | 0     | 0       | 0     | 2     | 0        | --    | .000  | 68    | 12.1  | 22       | 3        | 11    | 0    | 0     | 7        | 0     | 0     | 16    | 12       | 9.00     | 2.68    |
| 통산 : 10년 | 통산 : 10년 | 283   | 114   | 25    | 4     | 2       | 53    | 62    | 13       | --    | .461  | 4354  | 980.0 | 997      | 115      | 498   | 21   | 60    | 504      | 11    | 3     | 553   | 496      | 4.56     | 1.53    |

- 굵은 글씨는 시즌 최고 성적.